# Đặng Bích Ngọc
Đặng Bích Ngọc (sinh ngày 29 tháng 9 năm 1980, người Mường) là Đại biểu Quốc hội nước Cộng hòa xã hội chủ nghĩa Việt Nam. Bà hiện là Tỉnh ủy viên, Phó Bí thư Đảng đoàn, Phó Chủ tịch thường trực Ủy ban Mặt trận Tổ quốc Việt Nam tỉnh Hòa Bình, Đại biểu Quốc hội khóa XV từ Hòa Bình.
Đặng Bích Ngọc là đảng viên Đảng Cộng sản Việt Nam, học vị Cử nhân Luật Kinh tế, Luật Quốc tế, Thạc sĩ Luật, Cao cấp lý luận chính trị. Bà có sự nghiệp đều công tác ở tỉnh Hòa Bình.

## Xuất thân và giáo dục
Đặng Bích Ngọc sinh ngày 29 tháng 9 năm 1980 tại xã Chiềng Sại, nay là thị trấn Mai Châu, huyện Mai Châu, tỉnh Hòa Bình, quê quán ở xã Gia Xuân, huyện Gia Viễn, tỉnh Ninh Bình. Bà là người dân tộc Mường, lớn lên và tốt nghiệp phổ thông ở Mai Châu, theo học đại học ở Hà Nội và có hai bằng đại học gồm Cử nhân Luật Kinh tế và Cử nhân Luật Quốc tế, tiếp tục học cao học và nhận bằng Thạc sĩ Luật. Bà được kết nạp Đảng Cộng sản Việt Nam vào ngày 19 tháng 5 năm 2011, trở thành đảng viên chính thức sau đó 1 năm, từng theo học các khóa chính trị ở Học viện Chính trị Quốc gia Hồ Chí Minh, gồm khóa B5-15 từ tháng 9 năm 2015 đến tháng 5 năm 2016, và tốt nghiệp Cao cấp lý luận chính trị. Hiện bà thường trú ở phường Phương Lâm, thành phố Hòa Bình, tỉnh Hòa Bình.

## Sự nghiệp
Tháng 12 năm 2002, sau khi tốt nghiệp đại học, Đặng Bích Ngọc trở về Hòa Bình, là nhân viên hợp đồng ở Phòng Hành chính – Tổng hợp của Sở Tư pháp tỉnh Hòa Bình, đến tháng 4 năm 2004 thì chuyển sang làm nhân viên hợp đồng của Thanh tra Sở Tư pháp tỉnh, đều theo nghị định chính sách nhân sự của Chính phủ thời kỳ này. Tháng 2 năm 2005, bà được tuyển công chức vào Ủy ban nhân dân tỉnh Hòa Bình, được bổ nhiệm làm Chuyên viên Thanh tra Sở Tư pháp tỉnh. Tháng 10 năm 2009, bà được điều tới Văn phòng Đoàn Đại biểu Quốc hội và Hội đồng nhân dân tỉnh Hòa Bình làm Chuyên viên Phòng Công tác Đại biểu Quốc hội, thăng chức Phó Trưởng phòng vào tháng 8 năm 2011, rồi Trưởng phòng từ tháng 8 năm 2013. Tháng 3 năm 2015, bà được bổ nhiệm làm Phó Cục trưởng Cục Thi hành án Dân sự tỉnh Hòa Bình, sang tháng 9 năm 2016 thì điều chuyển làm Phó Trưởng Ban Dân vận Tỉnh ủy, đồng thời là Chủ tịch Công đoàn cơ quan Ban Dân vận.
Tháng 8 năm 2019, Đặng Bích Ngọc được bổ nhiệm làm Bí thư Chi bộ cơ quan, Phó Chủ tịch Ủy ban Mặt trận Tổ quốc Việt Nam tỉnh Hòa Bình. Sang tháng 10 năm 2020, tại Đại hội Đảng bộ tỉnh Hòa Bình lần thứ XVII, nhiệm kỳ 2020–2025, bà được bầu vào Ban Chấp hành Đảng bộ tỉnh, bên cạnh đó bà là Ủy viên Ban Chấp hành Đảng bộ Khối các cơ quan tỉnh, phân công làm Phó Chủ tịch thường trực Ủy ban Mặt trân Tổ quốc Việt Nam tỉnh. Năm 2021, với sự giới thiệu của Ủy ban Mặt trận Tổ quốc Việt Nam tỉnh, bà tham gia ứng cử đại biểu Quốc hội từ Hòa Bình, thuộc đơn vị bầu cử số 2 gồm huyện Kim Bôi, Cao Phong, Lạc Thủy, Yên Thủy, rồi trúng cử Đại biểu Quốc hội khóa XV với tỷ lệ 74,29%.